# Daniela Albizu
Daniela Albizu Berasategi (Urrugne, Lapurdi, 23 de mayo de 1936 - Bayona, 26 de febrero de 2015) fue una profesora y escritora vascófona labortana.
Dedicó toda su vida a la lengua y la cultura vascas. Fue la primera concejala nacionalista en Urrugne, participando en la organización del grupo Herritarrak en 1982.
Su padre era alavés y su madre guipuzcoana, habiendo emigrado a Urrugne. La prohibición que sufrió de hablar en la escuela su lengua materna, el euskera, la llevó a sentir un particular apego por la misma.
Fue profesora del collège-lycée Maurice-Ravel, de San Juan de Luz. Además de enseñar francés y español, se dedicó a la enseñanza del vasco. Promovió la iniciativa Gau eskolak de clases de euskera en la radio Gure Irratia de Bayona y fue presidenta de la asociación IKAS en pro de la enseñanza de la lengua vasca.

## Obra
Daniela Albizu escribió diversos libros en euskera, entre ellos Hiru uhainak (1979, Elkar), Lau sasoi (2003, Maiatz) y Ilargi eta hontz sorginen ipuinak (2006, Pyrémonde). Además colaboró con Joseba Aurkenerena en un conjunto de poemas y narraciones que publicó en Iturri-aldeko nere leihotik (2011, Maiatz).